# Claude Bassot
Pour les articles homonymes, voir Bassot.
Claude Bassot est un peintre lorrain, né à Vittel vers 1580 et mort probablement dans le sud de la Lorraine à une date inconnue peut-être vers 1635. À partir de 1630, il n'y a plus, semble-t-il, d'œuvre reconnue de sa main.
Ce qui est plus assuré, c'est que ce peintre renommé en son temps, signant BC ou indiquant Bafsot fec[it] dans un détail de ses vastes toiles, est resté longtemps un véritable artiste régional inconnu  redécouvert dès 1890 dans le cercle des sociétés savantes vosgiennes. Il a résidé à Épinal de 1607 à 1614, puis peut-être à Saint-Dié ainsi que dans le bailliage des Vosges et les contrées montagneuses du bailliage de Nancy durant sa carrière d'artiste.  
L'inventaire méticuleux des œuvres de Claude Bassot, entrepris dans l'entre-deux-guerres et publié en 1948 par Jean Kastener, l'a sorti de l'oubli. 

## Biographie
Fils du marchand Mengin Bassot, maire de Vittel en 1597, il s’installe à Épinal en 1606 après l’âge de 25 ans, et commence à travailler pour la ville en dessinant ses armoiries, chiffres et écussons. Il travaille ensuite pour la commande religieuse, en particulier le chapitre Saint-Goëry et les paroisses proches de Vittel et d'Épinal, en particulier celle de Jésonville en 1607. Son atelier accueille un apprenti, Nicolas Martin, natif de Lamarche, fils d'un marchand drapier. De 1608 à 1613, Claude Bassot acquitte un droit de bourgeoisie à Épinal. 
Le petit atelier effectue, en particulier pour la petite ville, de multiples réfections, entretiens, rénovations de vieilles peintures, mais aussi des affichages et des poses de panneaux divers à l'occasion d'événements festifs. Il est possible que Nicolas Bellot, drapier de 1608 à 1611 féru de peinture et après 1617 peintre reconnu ultérieurement dans cette même ville, ait été un familier de l'atelier spinalien.   
Claude épouse en 1611 Nicole Olry à Épinal. Les Olry sont des bourgeois propriétaires à Longchamp-sous-Châtenois. Le premier fils du couple lorrain, Nicolas, est baptisé le 5 novembre 1613 à Épinal.
En 1613, Claude Bassot et son épouse acquièrent une maison sise à Vittel, des parents Bassot. 
À partir de 1607, Bassot fournit des tableaux aux églises et communautés religieuses : des Nativités et des Adorations, des Vierges et des Saints, des portraits de notables religieux. Il semble que ce service le mène à embrasser une carrière de peintre itinérant entre plaine et montagne. Il semble se fixer d'abord dans la contrée de Mattaincourt vers 1616 et dans la région de Saint-Dié, plus particulièrement dès 1614 avec la commande de la collégiale saint-Dié et surtout entre 1620-1625 auprès du chapitre de chanoines. Vers 1630, le peintre serait présent en plaine lorraine, en particulier dans le Xaintois où il laisse L'Adoration des mages à l'église de la Nativité de Notre-Dame de Mirecourt.  
De nombreuses églises et communautés religieuses des Vosges, en particulier les plus prospères du bailliage de Nancy, et du sud de la Lorraine regroupé dans le bailliage des Vosges en duché de Lorraine témoignent en conséquence d'une série de ses réfections ou ses réalisations, principalement entre 1607 et 1630.
Sa femme Nicole Olry, dont il a plusieurs enfants, lui survit assez longtemps puisque :
- en 1648, résidente à Paris, la veuve assiste au mariage de sa fille Françoise.
- en 1649, elle est présentée comme veuve du maître Bassot sur des actes notariés incluant ses enfants.
- en mars 1663, elle modifie son testament en faveur de son fils Gabriel Bassot, médecin de Neufchâteau, homme de l'art médical estimé qui sera anobli quelques semaines plus tard le 25 juin 1663 par le duc Charles IV de Lorraine.
- en 1665 et 1669, elle est signalée dans les recensements de Longchamp : « Dame Nicole Olry, veuve de maître Claude Bassot, qui ne paie plus rien audit lieu, à cause de son âge de quatre-vingt ans et plus. »

## Hommage
La ville d’Épinal baptise une rue Claude Bassot en 1953.

## Œuvres
Si sa prime formation pictoriale, peut-être allemande, flamande ou lorraine, reste totalement obscure et mystérieuse, il est facile de percevoir les influences de la peinture européenne. Les spécialistes supposent souvent que ce peintre modeste, qu'ils sous-classent d'emblée parmi les petits maîtres lorrains, les a reçues par la gravure de grandes œuvres modèles.
Mentionnons l'influence indéniable sur des thèmes précis des gravures de :
- Johann von Aachen : La Sainte Famille, Le Christ pleuré par deux anges, Le Martyre de saint Sébastien...
- Jacopo da Ponte : Saint-Christophe, L'Adoration des bergers
- Ludovico Carrache : L'Annonciation
- Albrecht Dürer : La Présentation de la Vierge au temple
- Jan Gossaert : L'Adoration des mages
- Jacopo Palma le jeune : Les Apprêts du martyre de Sébastien (gravure de Egidius Sadeler)
- Fresques des collégiales et abbayes vosgiennes : Vierge, saint locaux...
- Graduel de Saint-Dié (peinture d'enluminure anonyme vers 1515) : Vierge, sainte Barbe, saint Dié et autres saint locaux

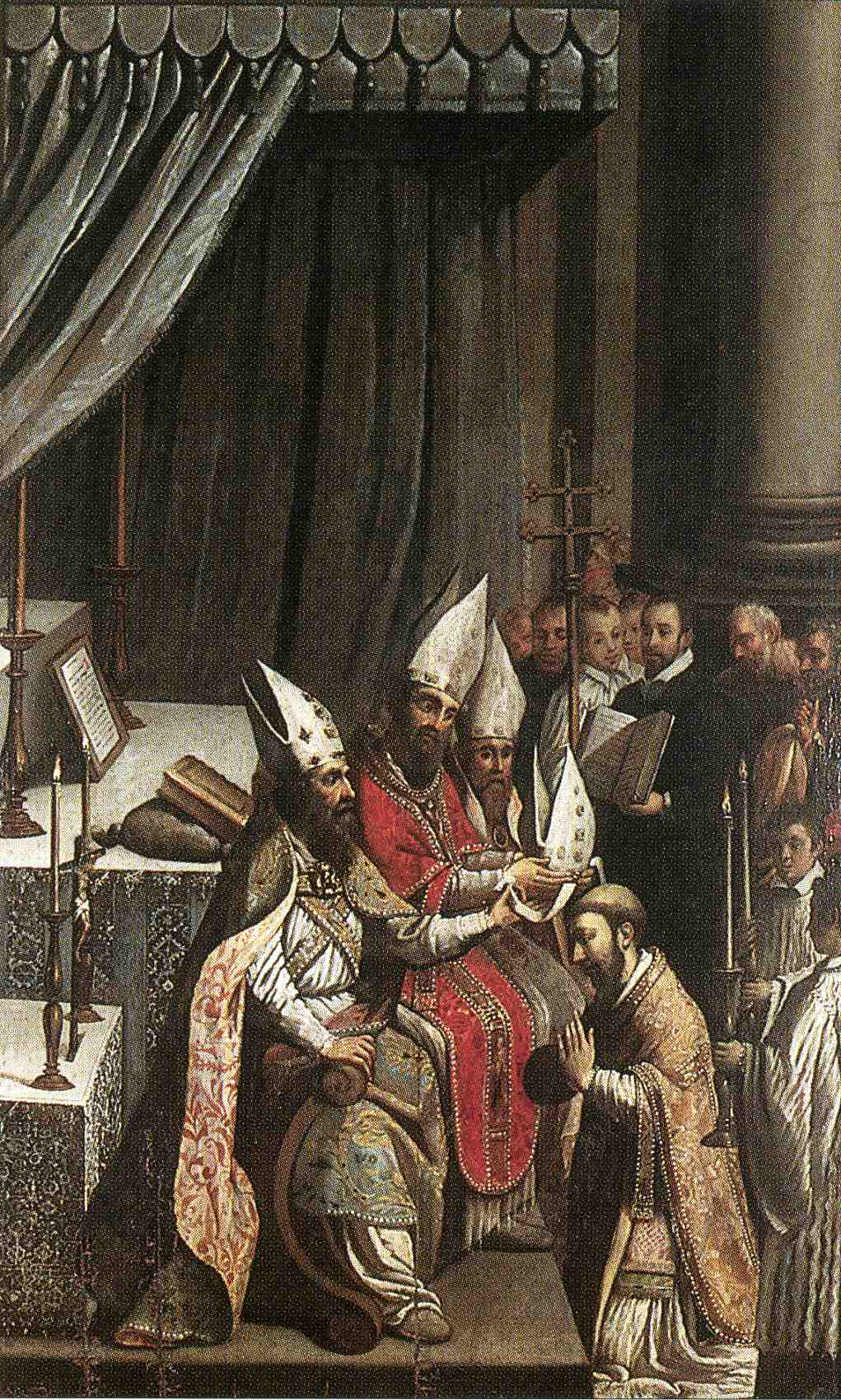
La Consécration de Déodat (vers 1620).

Il reste, que faute d'avoir pu admirer tous ces chefs-d'œuvre en toile, Bassot est un formidable coloriste empruntant ou gardant le meilleur de la tradition locale, comme le prouvent les couleurs restaurées de ses Assomptions. Les contrastes et exaltations lumineuses rejoignent parfois l'art flamand ou l'école italianisante de Fontainebleau.

## Un peintre coloriste entre art maniériste et premières époques baroques
Il est possible de distinguer plusieurs périodes. Le peintre commence à exercer dans le bailliage des Vosges. À sa maturité, l'homme de l'art est aussi actif dans le bailliage de Nancy, au moins dans la partie montagnarde.
Période vittelloise :

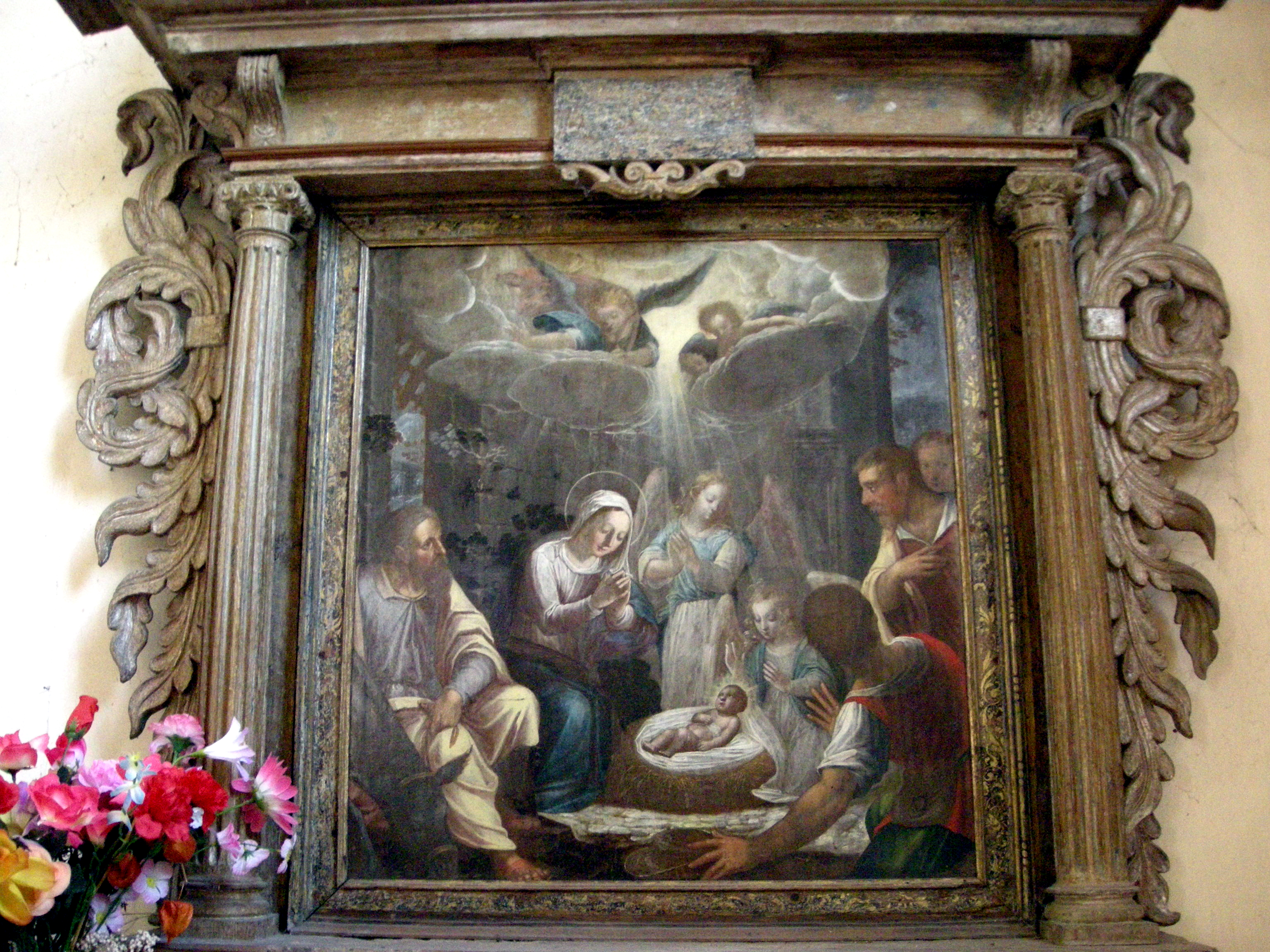
L'Adoration des bergers (1620).

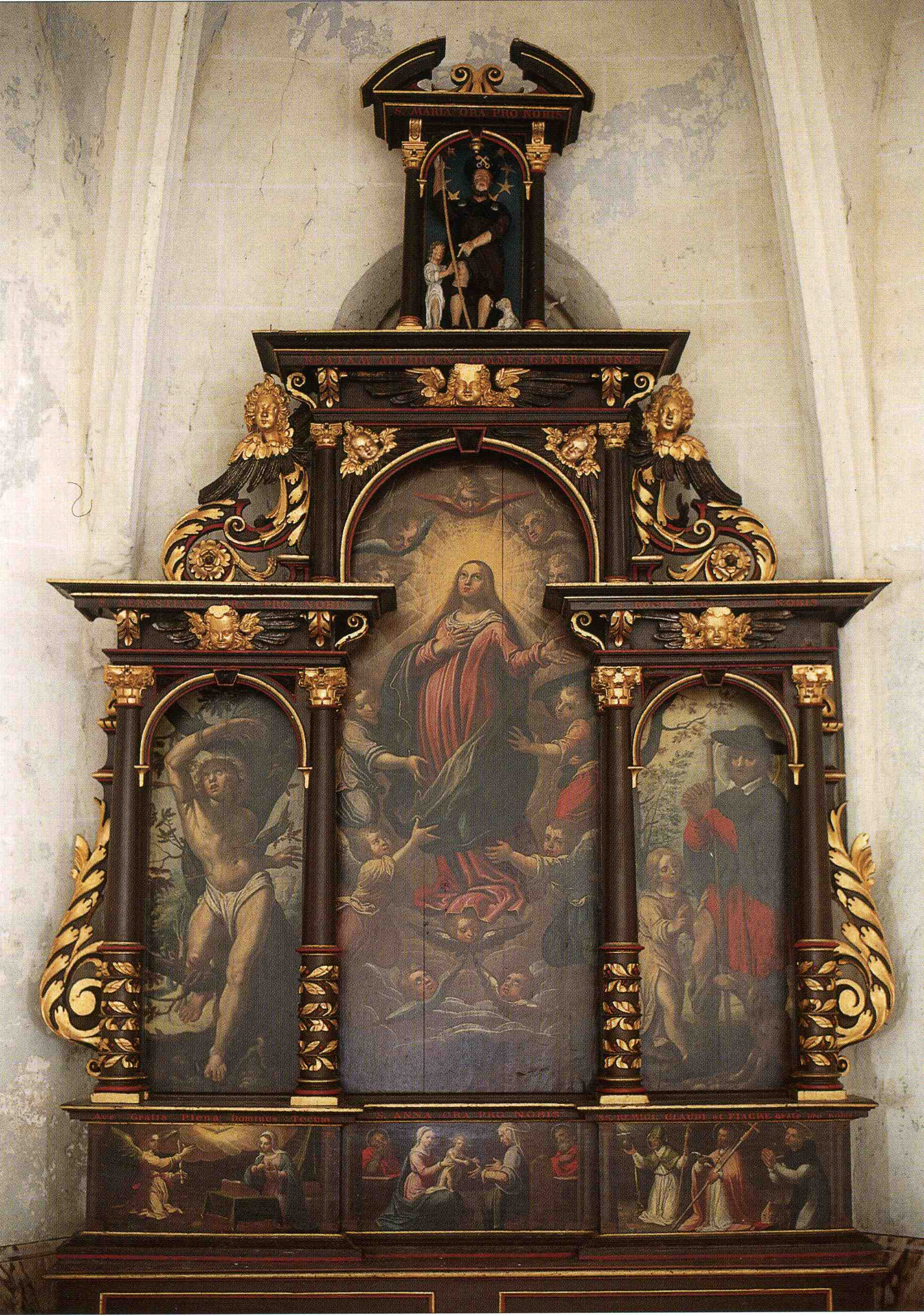
Retable de la Chapelle Saint-Roch (1625).

- À Vittel, l’église Saint-Rémy ou du Grand-Ban abrite un diptyque de l’Enfance du Christ peint sur bois vers 1600. Il y a peint aussi une Annonciation et une Adoration des bergers.

- Dans l’église Saint-Christophe de la petite commune de Jésonville, on trouve cinq tableaux du peintre datant de 1607[3] : Saint Christophe, la Résurrection, la Cène, la Circoncision et la Nativité (les tableaux ont été classés au titre des objets historiques le 22 novembre 1966).

Période spinalienne :
- Il existe, conservé au musée d'Épinal, un Saint Gorgon, sainte Barbe et un donateur daté de 1611.

- Bassot a peint ou rénové plus tardivement La Justice à l'Hôtel de Ville d'Épinal.

- À Épinal, en 1614, il rénove et repeint, apparemment plus qu'il ne le conçoit, le maître-autel de la collégiale spinalienne. Ce dernier représente saint Goëry (le patron de la ville), saint Prince et sainte Victorine. Pour ce travail méticuleux de coloriste, Bassot est rétribué 50 F par la Ville d'Épinal, qui inclut un pot-de-vin de 10 gros et huit sous.

Première période en montagne vosgienne (Bruyères, Corcieux, Moyenmoutier, Saint-Dié) :
- La Présentation de la Vierge au Temple, est une toile de 2,34 m sur 1,10 m, partie d'un grand retable réalisé par Claude Bassot pour répondre à une commande de l'insigne église collégiale de Saint-Dié en 1614. En 1831, l’église Saint-Martin de Saint-Dié a racheté à la cathédrale ce grand tableau qui est anéanti par l’incendie du faubourg Saint-Martin le 14 juillet 1895[4].

- La Consécration de Déodat, panneau de bois peint, se trouve aujourd’hui au Musée Pierre-Noël de Saint-Dié-des-Vosges, en provenance de l’église d’Hurbache. À l'origine, Bassot y avait réalisé un retable pour cette église paroissiale.

- Pour l'église de Corcieux, Claude Bassot réalise un retable, le Martyre de sainte Catherine en 1613.

- Le tableau Les Apprêts du martyre de saint Sébastien a été peint pour l'église collégiale de Saint-Dié. Il a disparu dans le bombardement-incendie de la cathédrale de Saint-Dié en novembre 1944.

Période xaintoise :
- Claude Bassot est également l'auteur d'un retable à Mattaincourt (1616).

Seconde période en montagne vosgienne (Bruyères, ban St-Dié, ban d'Etival)
- Il existe une adoration des Bergers que Bassot a peinte pour l'église de Brouvelieures vers 1620.

- Le retable L’Adoration des bergers, un tableau peint sur bois en 1620, est conservé dans l’église de Coinches. Les initiales C.B. et la date apparaissent près du pied droit de saint Joseph. L’œuvre a été classée par les Monuments historiques au titre d’objet en 1951. Ses dimensions sont de 84 sur 79 cm.

- Pour la collégiale Saint-Dié il entreprend une série de dix tableaux entre 1620 et 1625, Vie et miracles de Déodat. Les tableaux qui se trouvaient à l'ancien musée municipal de Saint-Dié, premier étage de la mairie de la ville, ont été détruits lors du dynamitage des quartiers centraux en 1944.

- Dans la chapelle dédiée à sainte Richarde, patronne tutélaire de l'église abbatiale (aujourd'hui paroissiale) d'Étival, un tableau peint en 1625 représente Sainte Richarde subissant l’épreuve du feu ou L'Épreuve de sainte Richarde.

- L’une de ses œuvres les plus connues, présentée souvent comme apogée de son art, est le retable en bois polychrome de la chapelle Saint-Roch, sur les flancs de l'Ortimont à Saint-Dié-des-Vosges. Exécuté par Bassot conjointement avec le sculpteur Lucas Hurluquet en 1625, il est divisé en trois panneaux surmontés d’arcatures et met en scène, de gauche à droite, saint Sébastien (autel latéral gauche), l’Assomption de la Vierge (autel central) et saint Roch (autel latéral droit). La prédelle comporte également trois sujets : la salutation angélique ou "Annonciation", la présentation de Jésus à sainte Anne (La Sainte-famille avec Saint Joachim et sainte Anne), les saints Remi, Claude et Fiacre (St Remigi, St Claudi et St Fiacre). Le retable, dont les dimensions sont de 360 sur 150 cm, a été classé au titre d’objet par les Monuments historiques en 1961[5].

- A Colroy, Bassot a peint Le Martyre de Sainte-Catherine et La Vierge de Pitié.

- À Brouvelieures, l’église Sainte-Croix du XVIIIe siècle possède un panneau peint sur bois qui est une prédelle de la Nativité (vers 1630). Le tableau n’est ni daté ni signé, mais les Monuments historiques, qui l’ont classé au titre objet en 1951, le lui attribuent formellement. Les dimensions de l’œuvre sont 158 sur 48 cm.

Dernière période xaintoise :
- En 1630, l’église de la Nativité de Notre-Dame à Mirecourt lui doit une Adoration des mages.

On ne connaît pas d’œuvres de Claude Bassot postérieures à 1630.